# Albert Werkmüller
Albert Werkmüller (Berlino, 31 dicembre 1879 – Lipiany, 21 agosto 1914) è stato un velocista tedesco.
Partecipò alle gare di atletica leggera dei Giochi della II Olimpiade che si svolsero a Parigi nel 1900. Prese parte ai 200 metri piani, classificandosi quarto nella seconda batteria e venendo così eliminato.